# Jimmy Baron
James Edward "Jimmy" Baron Jr. (East Greenwich, Rhode Island, 23 de mayo de 1986) es un exjugador de baloncesto estadounidense. Con 1,91 metros de estatura, jugaba en la posición de escolta. Es hermano del también baloncestista Billy Baron.

## Trayectoria deportiva

### Universidad
Jugó durante cuatro temporadas con los Rams de la Universidad de Rhode Island, en las que promedió 13,7 puntos y 2,4 rebotes por partido. En su primera temporada fue elegido en el mejor quinteto de rookies de la Atlantic Ten Conference, tras promediar 8,7 puntos por partido y conseguir 27 de 28 tiros libres. Su mejor partido lo disputó ante Xavier Musketeers, consiguiendo 16 puntos y 5 rebotes.
En su segunda temporada acabó en la cuarta posición a nivel nacional en porcentaje de triples con un 47,8%, y en vigésimo sexta posición en triples por partido, con 3,0. Se convirtió en uno de los dos únicos jugadores de la historia de los Rams en anotar 90 o más lanzamientos de 3 puntos en una temporada. Su mejor encuentro de la temporada lo disputó ante Brown Bears, consiguiendo 28 puntos, con 8 de 9 en triples.
En su año júnior rompió su récord de triples en una temporada, consiguiendo 99. Abrió la temporada con su mejor partido del año, batiendo su récord de anotación ante Florida Atlantic con 30 puntos.
Ya en su última temporada fue el máximo anotador de su equipo con 17,4 puntos por partido, consiguiendo 20 o más puntos en 11 partidos. Fue elegido en el mejor quinteto de la Atlantic 10.

### Profesional
Tras no haber sido elegido en el draft de la NBA de 2009, se marchó a jugar al Mersin BŞB de la Türkiye Basketbol Ligi, donde promedió 16,4 puntos, 2,5 rebotes y 1,2 asistencias por partido, llegando a disputar la final de la Copa de Turquía ante el Fenerbahçe Ülker.
En agosto de 2010 fichó por el Lagun Aro GBC de la liga ACB. En su primera aparición oficial, en el concurso de triples disputado durante la Supercopa 2010 de Vitoria, terminó en segunda posición, cayendo en la final ante Sergiy Gladyr por 21 a 19.
En esa misma temporada batió un récord de tiros libres anotados. El de lagun Aro erró un solo tiro libre en toda la campaña,
fue en la décima jornada contra Badalona que hizo 1 de 2, acabando con un 98,6% de acierto desde los cuatro metros.En esa misma temporada promedió 15 puntos, 2 rebotes y una asistencia, con un porcentaje en triples de un 45% y en tiros de dos un 46%.
En el verano de 2012 se fue al Lokomotiv Kuban de la liga rusa, traspasado por el San Sebastián Gipuzkoa.
En agosto de 2013 firma con el Pallacanestro Virtus Roma por una temporada.
El 10 de agosto de 2014 firmó un contrato de un año con el Baloncesto Fuenlabrada, pero no lo llegó a cumplir entero, ya que en enero de 2015 pago su cláusula de rescisión al club madrileño para fichar por el equipo turco del Banvit B.K. hasta el final de temporada.
Tras una temporada en Turquía fichó por el equipo belga del Spirou Basket Club en agosto de 2015.
El 26 de agosto de 2016 firmó por el equipo lituano del BC Neptūnas Klaipėda.
El 9 de febrero de 2017 se oficializa su fichaje por el Lietuvos Rytas de la liga lituana.
Tras su paso por el baloncesto lituano fichó por el Champagne Basket en agosto de 2018.
El 26 de septiembre de 2020 anunció su retirada del baloncesto profesional.